# Imbach (Leverkusen)
Imbach ist ein Ortsteil im Stadtteil Bergisch Neukirchen des Stadtbezirks II von Leverkusen.

## Lage und Beschreibung
Imbach liegt im nördlichen Leverkusen an der Wupper, die die Stadtgrenze zu Leichlingen (Rheinland) bildet. Weitere Nachbarorte sind Opladen und andere Orte der ehemals selbstständigen Stadt Bergisch Neukirchen, als deren Teil Imbach 1975 in Leverkusen eingemeindet wurde.
Bekannt wurde Imbach bis nach England durch seine Birnbäume. Viele der Einwohner waren Handwerker, die als Heimwerker für die Messerwerke in Solingen zuarbeiteten.

## Geschichte
Imbach wurde im Jahr 1356 als Ynbach erstmals urkundlich erwähnt. Das Appellativ im Ortsnamen leitet sich unschwer erkennbar von Bach ab, das Bestimmungswort dürfte auf einen Personennamen Immo oder Inno zurückgehen.
Die Topographia Ducatus Montani des Erich Philipp Ploennies aus dem Jahre 1715, Blatt Amt Miselohe, belegt, dass der Ort bereits 1715 zwei Wohnplätze besaß, die jeweils vier Hofstellen aufwiesen und als Imbag bezeichnet wurde. Einer der Wohnplätze war als Freihof gekennzeichnet. Carl Friedrich von Wiebeking benennt die Hofschaft auf seiner Charte des Herzogthums Berg 1789 als Imbach. Aus ihr geht hervor, dass Imbach seinerzeit Teil des Kirchspiels Neukirchen war.
Unter der französischen Verwaltung zwischen 1806 und 1813 wurde das Amt Miselohe aufgelöst und Imbach wurde politisch der Spezialgemeinde Neukirchen der Mairie Opladen im Kanton Opladen  im Arrondissement Düsseldorf zugeordnet.  1816 wandelten die Preußen die Mairie zur Bürgermeisterei Opladen im Kreis Opladen.
Der Kreis Opladen ging bereits 1819 im Kreis Solingen auf. 1820 hatte der als Hofstatt klassifizierte Ort 256 Einwohner. Der Ort ist auf der Topographischen Aufnahme der Rheinlande von 1824 als Imbach und auf der Preußischen Uraufnahme von 1840 als Jmbach verzeichnet. Ab der Preußischen Neuaufnahme von 1892 ist er auf Messtischblättern regelmäßig als Imbach verzeichnet.
1815/16 lebten 256, im Jahr 1830 306 Menschen in Imbach. 1832 war der Ort weiterhin Teil der Gemeinde Neukirchen innerhalb der Bürgermeisterei Opladen. Der nach der Statistik und Topographie des Regierungsbezirks Düsseldorf als Hofstadt kategorisierte Ort besaß zu dieser Zeit ein öffentliches Gebäude, 47 Wohnhäuser, zwei Fabrikationsstätten bzw. Mühlen und 104 landwirtschaftliche Gebäude. Zu dieser Zeit lebten 272 Einwohner im Ort, davon 43 katholischen und 229 evangelischen Bekenntnisses.
Am 24. August 1857 erhielt aufgrund der Rheinischen Städteordnung die Spezialgemeinde Neukirchen, die 1904 aufgrund des häufigen Vorkommens des Ortsnamens in Bergisch Neukirchen umbenannt wurde, die Stadtrechte und schied aus der Bürgermeisterei Opladen aus.
Die Gemeinde- und Gutbezirksstatistik der Rheinprovinz führt den Ort 1871 mit 51 Wohnhäusern und 266 Einwohnern auf. Im Gemeindelexikon für die Provinz Rheinland von 1888 werden für Imbach 60 Wohnhäuser mit 313 Einwohnern angegeben. 1895 besitzt der Ortsteil 56 Wohnhäuser mit 323 Einwohnern und gehörte konfessionell zum katholischen Kirchspiel Lützenkirchen, 1905 werden 56 Wohnhäuser und 294 Einwohner angegeben.
Im Zuge der nordrhein-westfälischen Gebietsreform wurde gemäß dem Köln-Gesetz mit Wirkung zum 1. Januar 1975 die Stadt Bergisch Neukirchen mit Imbach in die Stadt Leverkusen eingemeindet.

## Kultur und Freizeit
Imbach besitzt eine große Anzahl von gut gepflegten Fachwerkhäusern, teilweise sind diese Gebäude verschiefert. Einige Häuser stammen aus dem 17. und 18. Jahrhundert. In der Nähe von Imbach fließt die Wupper, dort liegt auch ein Naherholungsgebiet mit Wäldern.
Im Raum Leverkusen ist Imbach außerdem für sein alljährliches Dorffest im Mai und seine gute Dorfgemeinschaft bekannt.

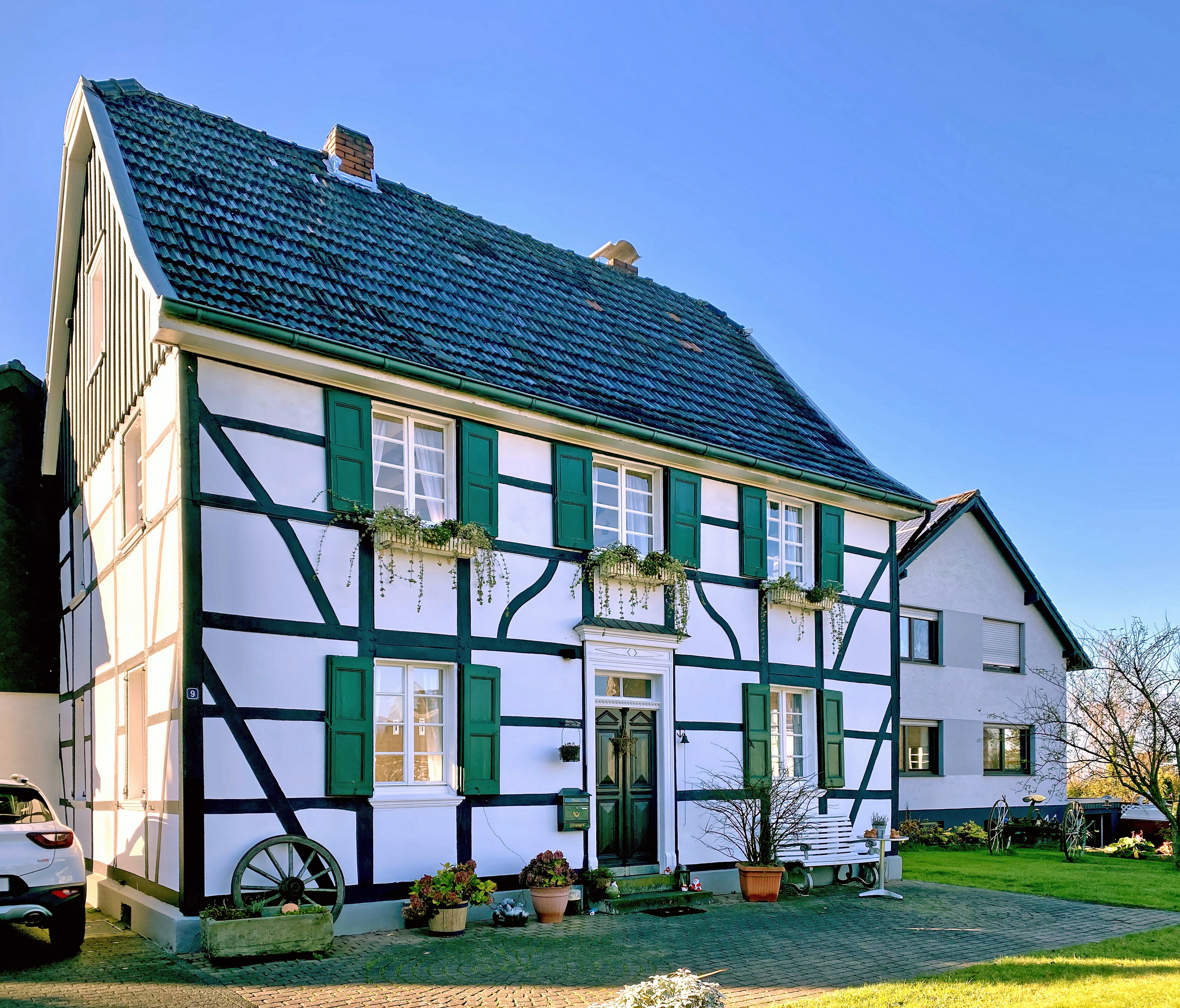
Baudenkmal Imbach 9
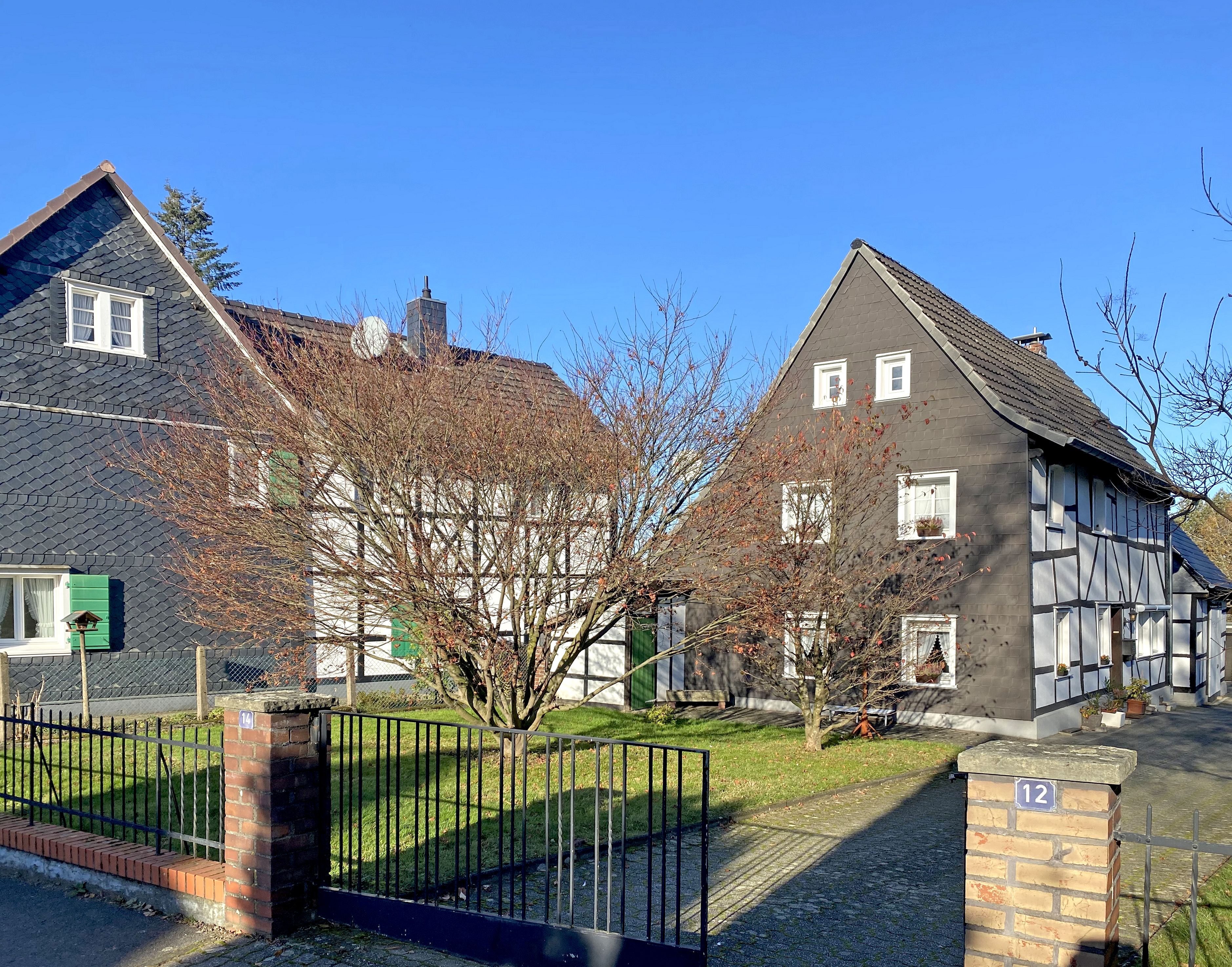
Baudenkmal Imbach 14
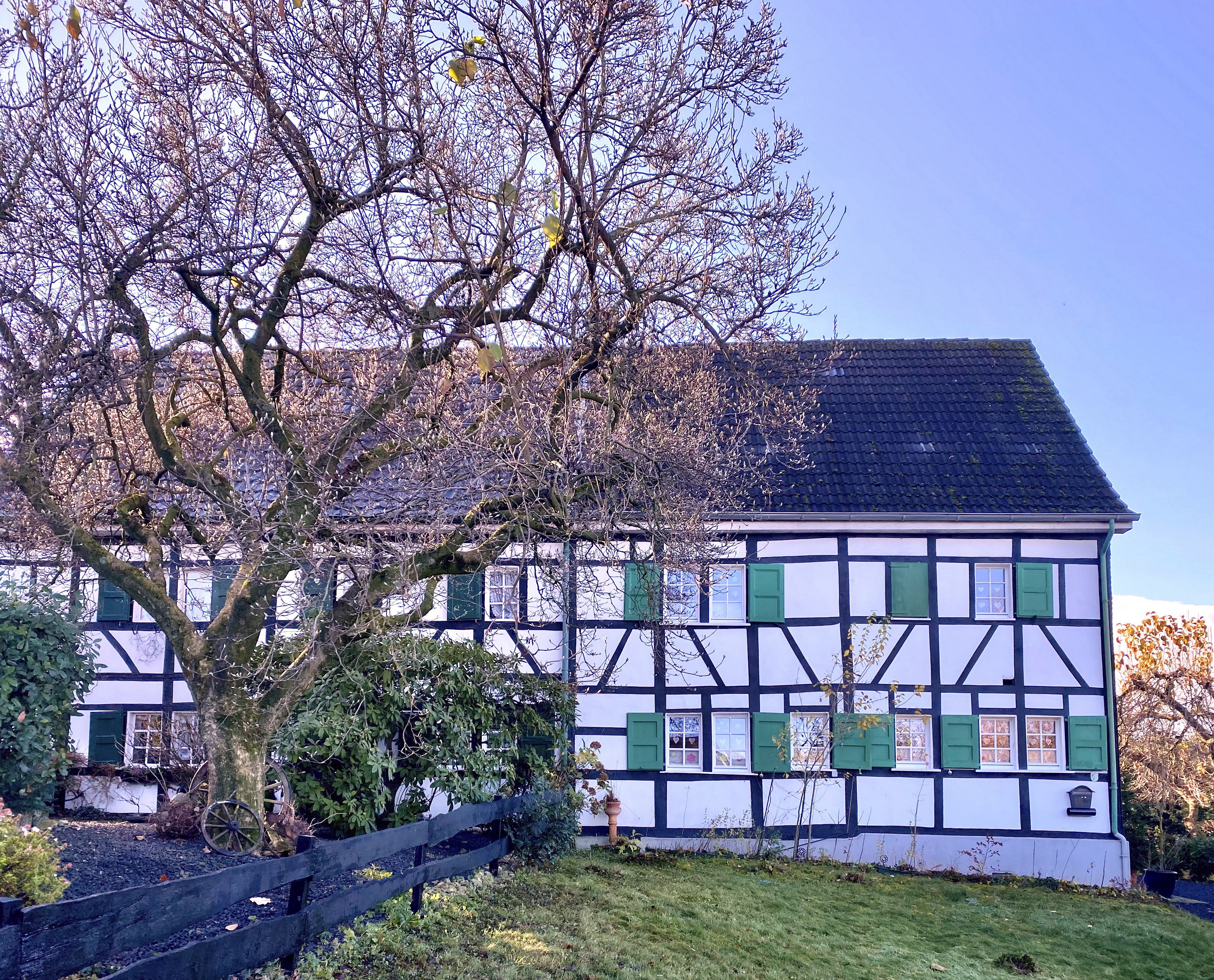
Baudenkmal Imbach 17/19
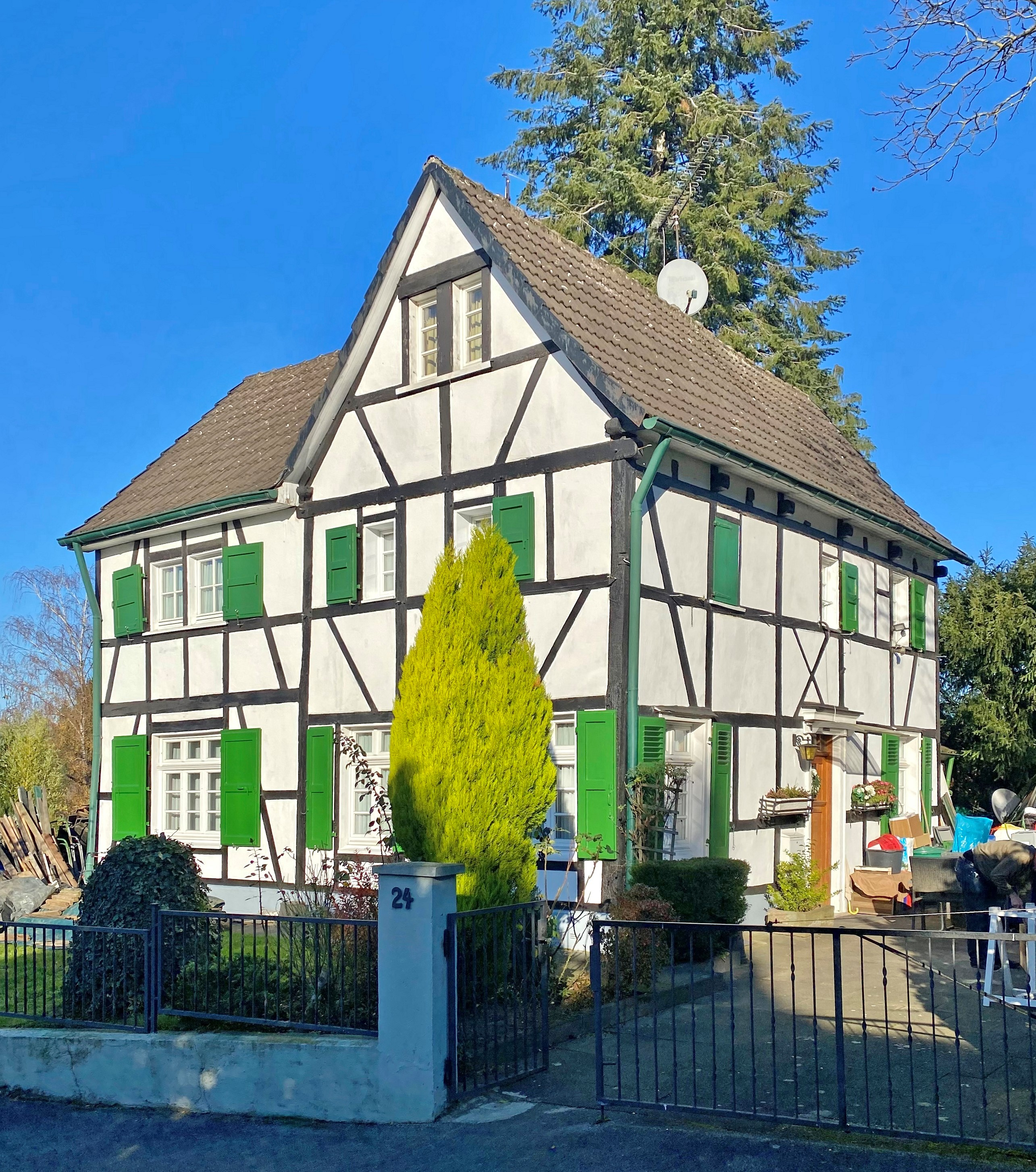
Baudenkmal Imbach 24
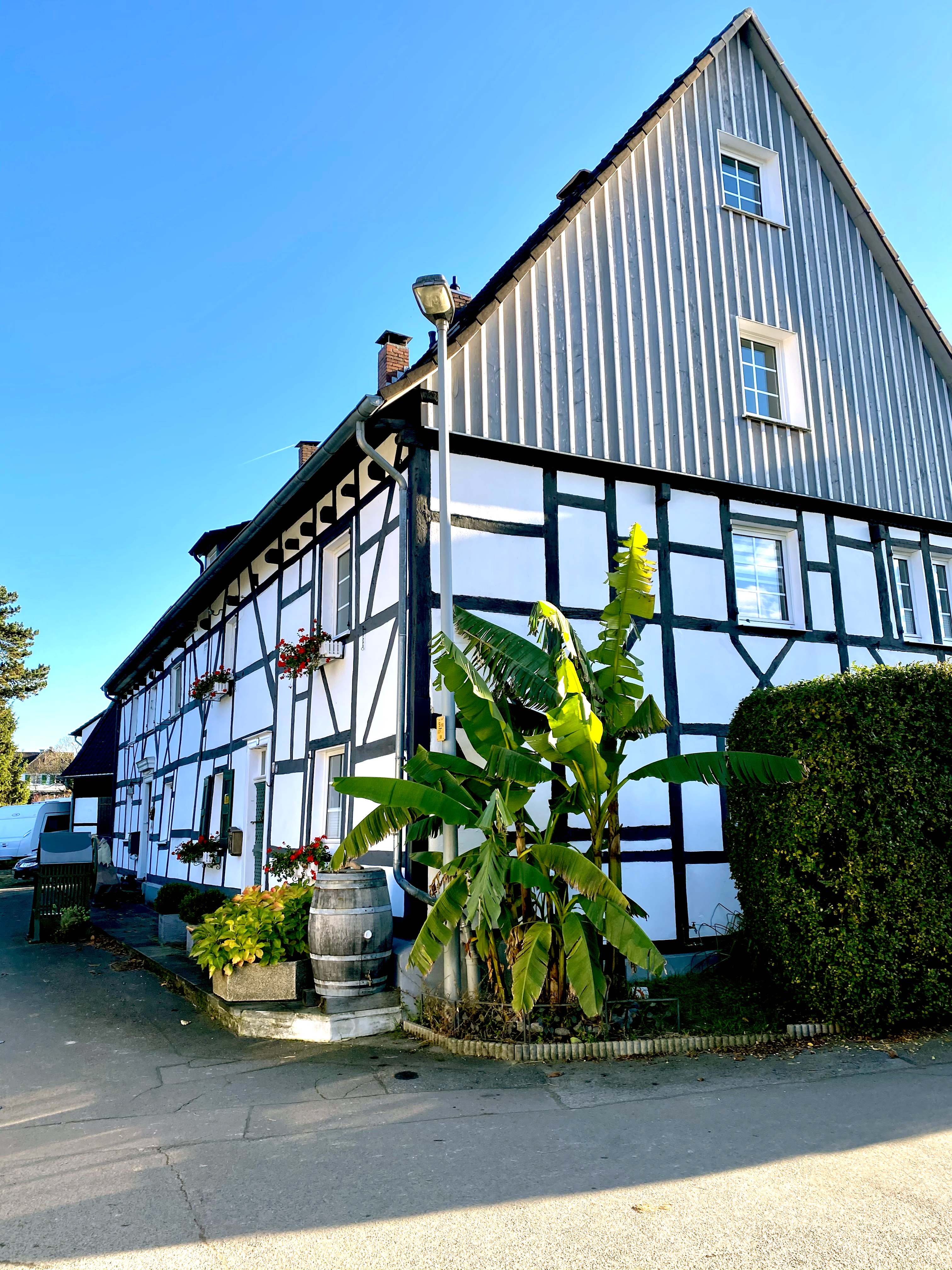
Baudenkmal 27/29
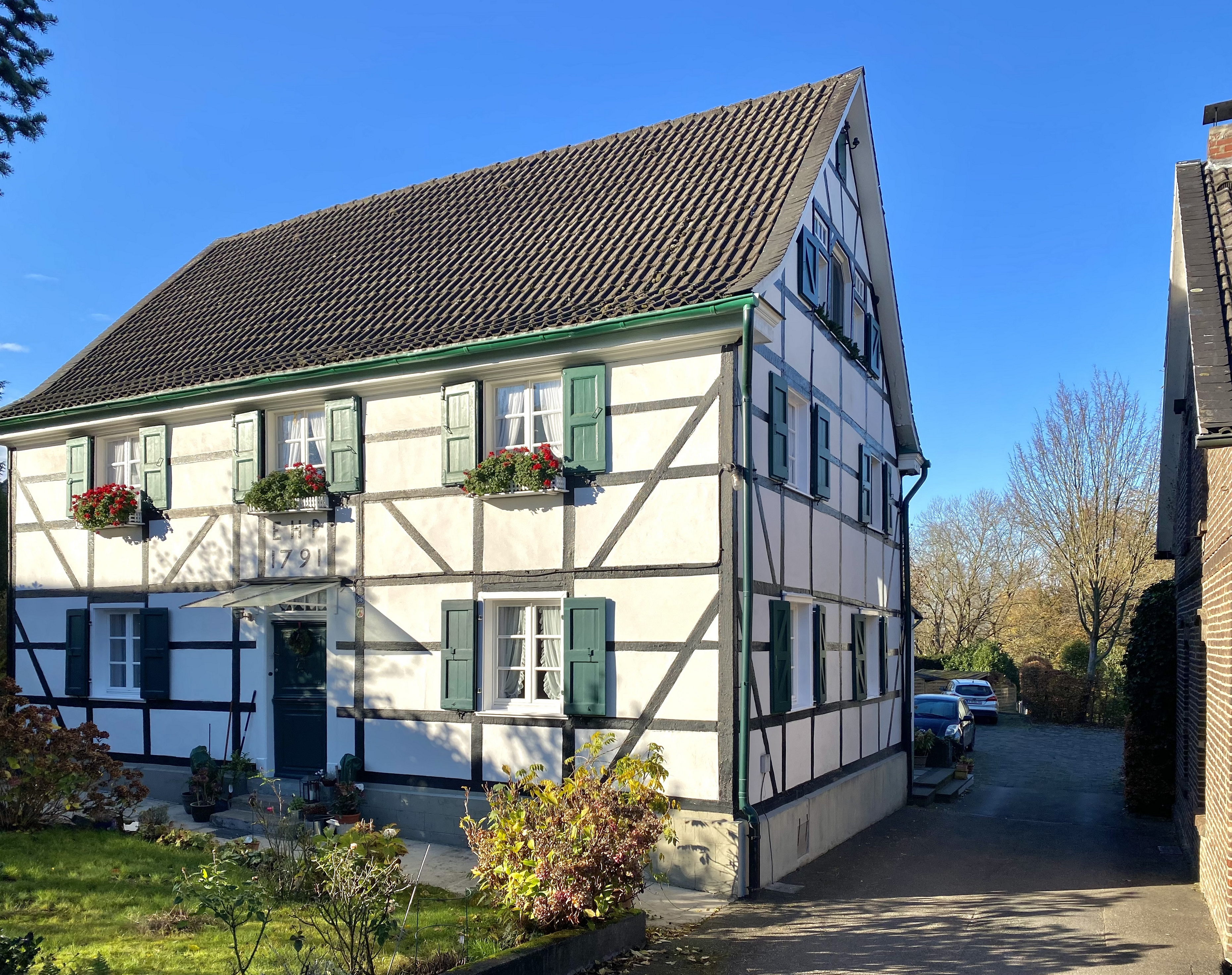
Baudenkmal Imbach 36

## Infrastruktur

### Verkehr
Imbach liegt an der Landesstraße 359. Der Ortskern wird durch eine Straße umfahren. Imbach ist von der Bundesautobahn 3 über die Abfahrt Opladen und von der Bundesautobahn 1 über die Abfahrt Burscheid zu erreichen.
Die Buslinie 253 hält an der Haltestelle Imbach auf der Wuppertaler Straße.